# Respublica (партия)
Партия «Respublica» (каз. «Respublica» партиясы; от лат. res publica — «общее дело») — политическая партия, функционирующая в Казахстане. Была зарегистрирована 18 января 2023 года.

## История
Председателем партии стал сельхозпроизводитель, глава компании «Олжа Агро» Айдарбек Ходжаназаров. Сопредседателями — предприниматели Сырымбек Тау, Руслан Берденов, Максим Барышев, Динара Шукижанова, Куаныш Шонбай, Бейбит Алибеков и Нурлан Коянбаев.
Девиз партии Respublica — «Жаңа Адамдар — Жаңа Қадамдар».
О создании партии было объявлено в августе 2022 года. 18 января 2023 года партия Respublica получила регистрационные документы.
25 января был открыт первый региональный филиал в Костанайской области. 27 января регистрацию получили все 20 региональных подразделений партии.

## Идеология и предвыборная программа партии
Целью партии декларируется создание рычагов влияния на политику страны, чтобы каждый казахстанец чувствовал свою причастность к политическим, социальным и экономическим изменениям.